# Vicente Yáñez Pinzón

Vicente Yáñez Pinzón
Museo Naval de Madrid

Vicente Yáñez Pinzón (Palos de la Frontera, ca. 1460 - ?, na 1514) was een Spaanse zeevaarder, ontdekkingsreiziger en conquistador. Hij reisde mee met Christoffel Columbus in 1492 en ontdekte later Brazilië en de Amazone.

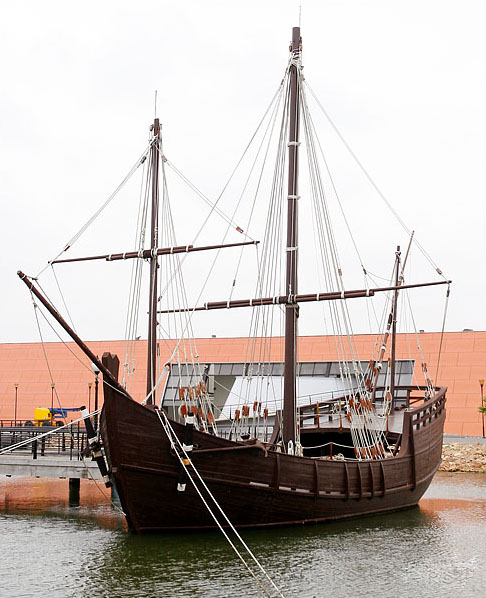
Replica van de Niña

Pinzón was kapitein van de Niña, een van de drie schepen waarmee Christoffel Columbus in 1492 zijn eerste reis naar Amerika maakte. Zijn broer Martín Alonso Pinzón was kapitein van de Pinta, een van de andere twee schepen.
Hij verliet zijn geboorteplaats Palos de la Frontera op 3 augustus 1492 met de Niña en een bemanning van 24 man. Op 12 oktober van dat jaar kwamen ze aan op de Bahama's. Na het vergaan van het vlaggenschip, de Santa María, voor de kust van Hispaniola werd de Niña het nieuwe vlaggenschip.
In 1499 zeilde Pinzón naar Zuid-Amerika en bereikte de noordkust van het huidige Brazilië, waar hij op 26 januari 1500 aan land ging in een baai van Cabo de Santo Agostinho – twee maanden eerder dan Pedro Cabral, die meestal gezien wordt als ontdekker van Brazilië. Pinzón noemde de kaap Cabo de Santa María de la Consolación. Hij verkende de monding van de Amazone en noemde de rivier Río Santa María de la Mar Dulce. Ook ontdekte hij de rivier Oiapoque, die later een tijd Rio de Vicente Pinzón genoemd werd. Ondanks zijn ontdekkingen kon Pinzón het gebied niet voor Spanje opeisen omdat het volgens het Verdrag van Tordesillas toebehoorde aan Portugal.
Als dank voor zijn verdiensten werd hij op 8 oktober geridderd door koning Ferdinand I in de Torre de Comares van het Alhambra-paleis. In 1505 werd hij benoemd tot opperbevelhebber van Puerto Rico, maar in 1508 vertrok hij weer, samen met Juan Díaz de Solís, om in opdracht van de Spaanse koning de "Specerijroute" naar Azië te zoeken. Pinzón en Díaz de Solís verkenden de kust van Zuid- en Midden-Amerika, van het huidige Venezuela naar het Yucatán-schiereiland, maar konden de doorgang niet vinden. In 1508 maakten Pinzón en Díaz de Solís nog een reis langs de kust van Brazilië. Ze keerden terug naar Spanje in augustus 1509. Na een hevige ruzie tussen Díaz de Solís en Pinzón kwam Díaz de Solís in de gevangenis terecht, maar hij werd na korte tijd weer vrijgelaten.
Na 1514 werd er niets meer van Pinzón vernomen; het is niet duidelijk hoe zijn leven geëindigd is. 
Op 19 november 1999 werd een monument voor Pinzón onthuld in zijn geboorteplaats Palos de la Frontera.